# كأس النرويج 1922
كأس النرويج 1922 (بالنرويجية: Norgesmesterskapet i fotball for menn 1922)‏ هو الموسم 21 من كأس النرويج. أشرف على تنظيمه اتحاد النرويج لكرة القدم، وفاز فيه نادي أود.